# سیارک ۲۷۸۶
سیارک ۲۷۸۶ (به انگلیسی: 2786 Grinevia، نامگذاری:1978RR5) دو هزار و هفتصد و هشتاد و ششمین سیارک کشف شده‌است که در ۶ سپتامبر ۱۹۷۸ کشف شد.
قدر مطلق سیارک برابر ۱۲٫۰۰ است.